# Flughafen Charleston

i7
i11
i13
Der Flughafen Charleston (englisch Charleston International Airport, IATA-Code: CHS, ICAO-Code: KCHS) ist der Flughafen der Stadt Charleston im US-Bundesstaat South Carolina. Im Rahmen einer 1952 auf Grund des Koreakriegs abgeschlossenen Vereinbarung, die 1973 erneuert wurde, nutzt die United States Air Force den Flughafen als Charleston Air Force Base auch für militärische Zwecke.

## Lage und Verkehrsanbindung
Der Charleston International Airport liegt 15 Kilometer nordwestlich des Stadtzentrums von Charleston. Östlich des Flughafens verlaufen die Interstate 26 und der U.S. Highway 78. Außerdem verläuft die Interstate 526 südöstlich des Flughafens.
Der Charleston International Airport wird durch Busse in den Öffentlichen Personennahverkehr eingebunden. Die Routen 11 und XP4 der Charleston Area Regional Transportation Authority (CARTA) fahren das Passagierterminal regelmäßig an. Daneben fährt die Route XP3 der CARTA regelmäßig das am Flughafen gelegene Boeing-Werk an.

## Geschichte
1928 pachtete die private Charleston Airport Corporation eine 700 Acre (etwa 280 Hektar) große Fläche auf dem Gelände einer früheren Phosphatmine der South Carolina Mining and Manufacturing Company, um dort einen Flughafen einzurichten. Die offizielle Einweihung erfolgte am 10. August 1929. 1931 gab die Stadt Anleihen im Wert von 60.000 Dollar aus, um einen Anteil an der Flughafengesellschaft zu erwerben. Bis zum Zweiten Weltkrieg erhob die Stadt zur Finanzierung des Betriebs eine zusätzliche Steuer in Höhe von 0,5 Mill.
In den 1930er Jahren wurde der Flughafen, auch mit Mitteln der Works Projects Administration, erweitert und erhielt drei Start- und Landebahnen mit einer Länge zwischen 3.000 ft (914 m) und 4.000 ft (1.219 m).
Von 1942 bis 1946 wurde der Flughafen durch das United States Army Air Corps übernommen, der zivile Flugbetrieb wurde jedoch fortgesetzt. In dieser Zeit investierte die Armee 12 Millionen Dollar und erweiterte den Flughafen auf 2050 Acre (etwa 830 Hektar). Nach Ende des Zweiten Weltkriegs errichtete die Stadt ein 1949 eingeweihtes Empfangsgebäude, teilweise finanziert durch die Civil Aeronautics Administration.
In den 1980er Jahren erwarb der Flughafen 1300 Acre (etwa 530 Hektar) Land südlich des bisherigen Geländes von Georgia-Pacific und errichtete dort ein neues Empfangsgebäude, das 1985 eingeweiht wurde. Für Zwecke des Militärs erhielt das Gebäude auch einen internationalen Bereich.

## Fluggesellschaften und Ziele
Der Charleston International Airport wird von Allegiant Air, Alaska Airlines, American Airlines/American Eagle, British Airways, Delta Air Lines, Frontier Airlines, JetBlue Airways, Southwest Airlines und United Airlines angeflogen. Die größten Marktanteile hatten im Jahr 2018 Delta Air Lines, Southwest Airlines, JetBlue, American Airlines, und PSA Airlines, welche ausschließlich unter der Marke American Eagle fliegt.
Am Charleston International Airport bestehen vor allem Linienflugverbindungen zu Zielen innerhalb der Vereinigten Staaten. Das einzige internationale Ziel ist London–Heathrow, allerdings wird es nur saisonal angeflogen.

## Verkehrszahlen
| Jahr | Fluggastaufkommen | Luftfracht (Tonnen) (mit Luftpost) | Flugbewegungen (mit Militär) |
| ---- | ----------------- | ---------------------------------- | ---------------------------- |
| 2018 | 4.470.239         | 39.923                             | 114.913                      |
| 2017 | 3.987.427         | 36.128                             | 110.523                      |
| 2016 | 3.708.133         | 30.709                             | 107.102                      |
| 2015 | 3.415.952         | 29.045                             | 103.602                      |
| 2014 | 3.131.072         | 25.391                             | 105.782                      |
| 2013 | 2.913.265         | 18.378                             | 104.287                      |
| 2012 | 2.593.063         | 15.470                             | 105.223                      |
| 2011 | 2.520.829         | 10.179                             | 105.019                      |
| 2010 | 2.021.328         | 9.773                              | 101.982                      |
| 2009 | 2.190.251         | 10.704                             | 98.431                       |
| 2008 | 2.334.219         | 8.773                              | 108.438                      |
| 2007 | 2.275.541         | 9.379                              | 112.229                      |
| 2006 | 1.877.631         | 7.171                              | 110.254                      |
| 2005 | 2.143.105         | 6.789                              | 120.849                      |
| 2004 | 1.828.597         | 6.240                              | 123.689                      |
| 2003 | 1.616.255         | 5.159                              | 120.188                      |

### Verkehrsreichste Strecken
| Rang | Stadt                                 | Passagiere | Fluggesellschaft           |
| ---- | ------------------------------------- | ---------- | -------------------------- |
| 01   | Atlanta, Georgia                      | 428.880    | Delta                      |
| 02   | Charlotte, North Carolina             | 231.710    | American                   |
| 03   | New York–JFK, New York                | 164.170    | Delta, JetBlue             |
| 04   | Washington–National, Washington, D.C. | 136.630    | American, JetBlue          |
| 05   | Baltimore, Maryland                   | 127.620    | Southwest                  |
| 06   | Newark, New Jersey                    | 084.680    | United                     |
| 07   | Chicago–O’Hare, Illinois              | 079.800    | American, Frontier, United |
| 08   | Washington–Dulles, Washington, D.C.   | 076.430    | United                     |
| 09   | Chicago–Midway, Illinois              | 071.380    | Southwest                  |
| 10   | Dallas/Fort Worth, Texas              | 069.360    | American                   |

## Zwischenfälle
- Am 3. Oktober 1956 wurde eine Douglas C-124C Globemaster II der United States Air Force (USAF) (Luftfahrzeugkennzeichen 53-033) im Anflug auf die Charleston Air Force Base so tief angeflogen, dass sie 1,4 Kilometer vor der Landebahn mit Bäumen kollidierte. Die Besatzung war schon fast 20 Stunden im Dienst gewesen. Bei diesem CFIT (Controlled flight into terrain) wurden 3 der 10 Insassen getötet.[7]